# Fußball-Bundesliga 2006-2007 (Austria)
L'edizione 2006-07 del campionato di calcio della Bundesliga vide la vittoria finale del Red Bull Salisburgo.
Capocannoniere del torneo fu Alexander Zickler (Red Bull Salisburgo), con 22 reti.

## Classifica finale
|     | Classifica          | G  | V  | N  | P  | GF | GS | Pt |
| --- | ------------------- | -- | -- | -- | -- | -- | -- | -- |
| 1.  | Red Bull Salisburgo | 36 | 22 | 9  | 5  | 72 | 25 | 75 |
| 2.  | Ried                | 36 | 15 | 11 | 10 | 47 | 42 | 56 |
| 3.  | Mattersburg         | 36 | 16 | 7  | 13 | 61 | 58 | 55 |
| 4.  | Rapid Vienna        | 36 | 14 | 10 | 12 | 55 | 49 | 52 |
| 5.  | Pasching            | 36 | 14 | 10 | 12 | 47 | 41 | 52 |
| 6.  | Austria Vienna      | 36 | 11 | 12 | 13 | 43 | 43 | 45 |
| 7.  | Sturm Graz          | 36 | 16 | 6  | 14 | 40 | 40 | 41 |
| 8.  | Altach              | 36 | 11 | 5  | 20 | 45 | 64 | 38 |
| 9.  | Wacker Tirol        | 36 | 8  | 10 | 18 | 40 | 64 | 34 |
| 10. | Grazer AK           | 36 | 8  | 10 | 18 | 43 | 67 | 6  |

- SK Sturm Graz 13 punti di penalizzazione, Grazer AK 28 punti di penalizzazione.

### Squadra campione
Portieri:Timo Ochs, Ramazan Özcan
Difensori:László Bodnár, Milan Dudić, Thomas Linke, Rémo Meyer, Tsuneyasu Miyamoto, Markus Steinhöfer, Vargas, Thomas Winklhofer
Centrocampisti: René Aufhauser, Ezequiel Carboni, Vladimír Janočko, Niko Kovač, Patrik Ježek, Karel Piták, Alessandro Santos, Christian Tiffert, Andreas Ivanschitz,
Attaccanti:Alexander Zickler, Marc Janko, Péter Orosz, Johan Vonlanthen, Marko Vujić, Vratislav Lokvenc
Allenatore: Giovanni Trapattoni

### Verdetti
- Red Bull Salisburgo Campione d'Austria 2006-07.
- Grazer AK retrocesso direttamente in Regionalliga per bancarotta.